# San Giovanni di Gerace
San Giovanni di Gerace je italská obec v provincii Reggio Calabria v oblasti Kalábrie.
V roce 2013 zde žilo 499 obyvatel.

## Sousední obce
Grotteria, Martone

## Vývoj počtu obyvatel
Zdroj: 